# Loros de la Universidad de Colima
Il Club Loros de la Universidad de Colima, noto semplicemente come Loros, è stata una società calcistica messicana con sede a Colima.

## Storia

### I primi anni
Il club fu fondato il 10 settembre 1981 nella città di Manzanillo e prese parte alla Tercera División, all'epoca corrispondente al terzo livello del campionato messicano di calcio. Nel corso dello stesso anno fu acquistato per 400 milioni di pesos dall'Università de Colima che spostò la sede nella città di Colima.
Nel campionato 1981-1982 terminò primo nel suo girone, dovendo però declinare l'invito a partecipare alla Segunda División per via di alcune difficoltà finanziarie. Nella stagione 1984-1985, sotto la guida di Héctor Hernández, disputò un campionato da protagonista perdendo solamente due incontri, tuttavia l'annata fu segnata dall'improvvisa scomparsa del proprio allenatore per via di un incidente d'auto.
Per la stagione 1986-1987 acquistò i diritti dei Jaguares de Colima e prese parte al campionato di Segunda División, dove tuttavia ebbe un rendimento modesto, mancando la qualificazione alla Liguilla, la fase a eliminazione diretta. In vista dell'annata seguente tornò in Tercera División dopo aver ceduto la propria franchigia all'Apatzingán.

### Cessioni della franchigia e ritorno alle origini
Nel 1991 l'Università di Colima cedette la franchigia in prestito per due stagioni ad una terza società in cambio di 150 milioni di pesos, cambiandone il nome in CD Colimense. Nella stagione seguente vinse la Tercera División guadagnando la promozione in seconda divisione in vista del campionato 1993-1994. Terminato ultimo nel proprio girone ed inizialmente destinato alla retrocessione, mantenne il posto nella lega per via della nascita della Primera A, nuovo secondo livello del calcio messicano che fece declassare di una posizione la Segunda División. Il prestito fu esteso per le successive stagioni ed il nome del club cambiò nuovamente diventando CF Palmeros de Colima. Nel 2006 la società si ricongiunse con il Manzanillo B, squadra filiale appena promossa dalla Tercera División.
Nel 2007 l'università, tornata in possesso della squadra, stipulò un accordo con il governo di Colima per la cessione del 50% dei diritti della franchigia allo Stato, rinominandola Palmeros-Loros ed affidando la guida tecnica all'ex calciatore camerunese François Omam-Biyik.
Nel 2008 il governatore Silverio Cavazos cedette la propria metà della franchigia, che tornò ad essere interamente dell'università e riacquisì l'originale denominazione Loros de la Universidad de Colima. La squadra fu affidata a Neto Santana, ex calciatore che militò nel club sotto la guida tecnica di Héctor Hernández negli anni '80.

### Ritorno in seconda divisione e scomparsa
Nel 2008, grazie all'aiuto dell'impresario Jimmy Goldsmith, l'Atlético Cihuatlán (club vincitore della Tercera División) si fuse ai Loros de Colima incorporando alcuni giocatori e l'allenatore Octavio Mora. Contemporaneamente venne fondato un club di riserva nel nord del Paese denominato La Kotorra con alla guida l'ex allenatore Neto Santana. Nel torneo di Apertura giunse in finale dove fu sconfitto dal Mérida FC ai calci di rigore.
Nel torneo di Clausura 2012 il club riuscì a qualificarsi per la Liguilla ma il presidente si rifiutò di farvi partecipare la squadra a causa dallo scarso rendimento nell'ultimo periodo che portò 4 punti in 5 partite; vi furono contestazioni e si diffuse la voce riguardo ad una potenziale vendita della società, rivelatasi tuttavia infondata.
Il 15 maggio 2012 l'Università di Colima presentò un progetto in occasione dell'Apertura 2012, nel quale la squadra sarebbe stata rappresentata esclusivamente da giocatori nati nello stato di Colima. Un anno più tardi vinse il tabellone generale dell'Apertura di Liga Premier de Ascenso perdendo ai calci di rigore la finale di Liguilla disputata contro le Linces de Tlaxcala.
Nel torneo di Clausura 2015 il club giunse per la terza volta in finale dei play-off, riuscendo ad avere la meglio contro il Cruz Azul Hidalgo per 3-2 nel computo dei due match. Una settimana più tardi si ritrovò dunque a sfidare i Potros UAEM nello spareggio per la promozione: dopo il pareggio a reti inviolate nella gara di andata, al ritorno si impose per 3-1 ottenendo la promozione in Liga de Ascenso, a quasi trent'anni di distanza dall'ultima volta.
Per via dei lavori di ristrutturazione dello stadio ancora in corso e necessari per rispettare i requisiti minimi richiesti dalla federazione, fu costretto a rimanere in terza divisione per tutta la durata della stagione 2015-2016, accedendo al secondo livello del calcio messicano solo l'anno successivo. Le aspettative non furono mantenute con il club che terminò al penultimo posto in entrambi i tornei, retrocedendo in Liga Premier de Ascenso, nel frattempo rinominata "Serie A". La proprietà cercò a lungo di acquistare una franchigia che le permettesse di mantenere la divisione, senza successo.
Dopo aver vinto il torneo di Clausura 2018 contro il Reboceros fu sconfitto dal Tepatitlán nello spareggio promozione. Entrambi i club guadagnarono la promozione in Ascenso MX ma dovettero rinunciarvi per l'assenza dei requisiti strutturali minimi. La promozione fu rimandata di una sola stagione, infatti l'anno seguente vinse il campionato unificato 2018-2019 battendo in finale i Tuzos de la UAZ riuscendo nell'impresa di ribaltare la sconfitta per 2-0 dell'andata vincendo 3-0 il match di ritorno.
Tornato in Liga de Ascenso, il club concluse il torneo di andata all'undicesimo posto con 14 punti, frutto di 3 vittorie, 5 pareggi ed altrettante sconfitte. Il 23 dicembre 2019 il presidente Jimmy Goldsmith morì a causa di un attacco cardiaco e pochi giorni dopo si diffuse la notizia si un possibile ritiro della squadra dal torneo in quanto la famiglia non aveva interessi a mantenere in vita il franchising. Il 27 dicembre la squadra si sciolse definitivamente, comportando anche la scomparsa delle sue filiali nelle categorie inferiori.

## Cronistoria del nome
- Loros de la Universidad de Colima: (1981-1991, 2008-2019) Nome ufficiale del club calcistico affiliato all'Universidad de Colima, abbandonato in seguito ad alcune cessioni e ripreso dal 2008 al 2019, anno dello scioglimento della società.
- Club Deportivo Colimense: (1991-1993) Primo nome assunto dopo il cambio di proprietà.
- CF Palmeros de Colima: (1993-2006) Nome assunto dopo il prolungamento del prestito della franchigia.
- Palmeros-Loros: (2007) Nome assunto dopo il ritorno sotto il controllo dell'Università e conseguente cessione del 50% allo Stato di Colima.

## Colori e simboli
Nel logo del Loros era raffigurato un pappagallo verde in primo piano con dietro una grande "U" che simboleggiava l'Università de Colima.  Il pappagallo fu scelto in quanto animale tipico della abitazioni tradizionali dei coloniali colimensi e gli stessi studenti dell'università nei vari eventi sportivi venivano soprannominati "Loros" ("pappagalli" in lingua spagnola).
Inizialmente furono scelti blu e bianco come colori sociali, ma nel tempo il cromatismo cambiò, arrivando alla moderna combinazione giallo-verde.

## Palmarès

### Competizioni nazionali
- Campionato messicano di seconda divisione: 1

2015 (C), 2018 (C), 2018-2019
- Campeón de Ascenso de la Segunda División: 1

2014-2015
- Campionato messicano di seconda divisione: 1

1992-1993

### Altri risultati
- Campionato messicano di seconda divisione

Finalista: 2008 (A), 2013 (A)
- Campeón de Ascenso de la Segunda División

Finalista: 2017-2018
- Campionato messicano di seconda divisione

Finalista: 1983-1984, 1987-1988